# Nueva Zelanda en los Juegos Olímpicos de Pekín 2022
Nueva Zelanda estuvo representada en los Juegos Olímpicos de Pekín 2022 por un total de 15 deportistas que competirán en 5 deportes. Responsable del equipo olímpico es el Comité Olímpico de Nueva Zelanda, así como las federaciones deportivas nacionales de cada deporte con participación.
Los portadores de la bandera en la ceremonia de apertura fueron el esquiador acrobático Finn Bilous y la esquiadora alpina Alice Robinson.

## Medallistas
El equipo olímpico neozelandés obtuvo las siguientes medallas:
| Nombre               | Deporte          | Competición  |
| -------------------- | ---------------- | ------------ |
| Oro                  |                  |              |
| Nico Porteous        | Esquí acrobático | Halfpipe M   |
| Zoi Sadowski-Synnott | Snowboard        | Slopestyle F |
| Plata                |                  |              |
| Zoi Sadowski-Synnott | Snowboard        | Big air F    |
| Bronce               |                  |              |
| —                    |                  |              |